# Aymeric Picaud
Aymeric Picaud fue un monje benedictino de Parthenay le Vieux, en la región de Poitou, que vivió en el siglo XII. Tradicionalmente, se le ha atribuido la autoría del Codex Calixtinus o, al menos, de su quinto libro, la Guía del Peregrino del Camino de Santiago, escrito, aproximadamente, en 1140.
Aimeryc Picaud efectuó el peregrinaje a Santiago a caballo, visitando un gran número de santuarios de la cristiandad, rutas que fue describiendo detalladamente en diversos aspectos: pueblos y santuarios visitados, anécdotas, caminos, itinerarios...

## Autoría discutida
La autoría de la Guía del Peregrino ha sido puesta en duda. La mención del nombre Aimeric Picaud por dos veces en dicho texto ha justificado durante mucho tiempo que se le considerara como su autor, pero Bernard Gicquel ha demostrado que no lo fue. Este autor afirma que Picaud habría sido simplemente el compilador hacia 1135 de los «22 milagros» atribuidos posteriormente a Calixto II y reunidos en el Codex Calixtinus. El autor de la Guía del Peregrino habría sido Hugo el Potevino, monje de Vézelay y redactor de la Crónica de Vézelay.